# Lippa Ariosti
Filippa Ariosti, nota anche con lo pseudonimo di Lippa (Bologna, ... – Ferrara, 27 novembre 1347), è stata una nobildonna italiana.

## Biografia
Era figlia di Iacopo Ariosti, nobile bolognese. Conobbe Obizzo III d'Este, marchese di Ferrara e sposato nel 1317 con Jacopa Pepoli, mentre dimorava a Bologna a causa del contrasti con il papa Giovanni XXII e divenne la sua amante. Riconciliatosi col pontefice nel 1329, Obizzo chiese a Lippa di seguirlo a Ferrara.

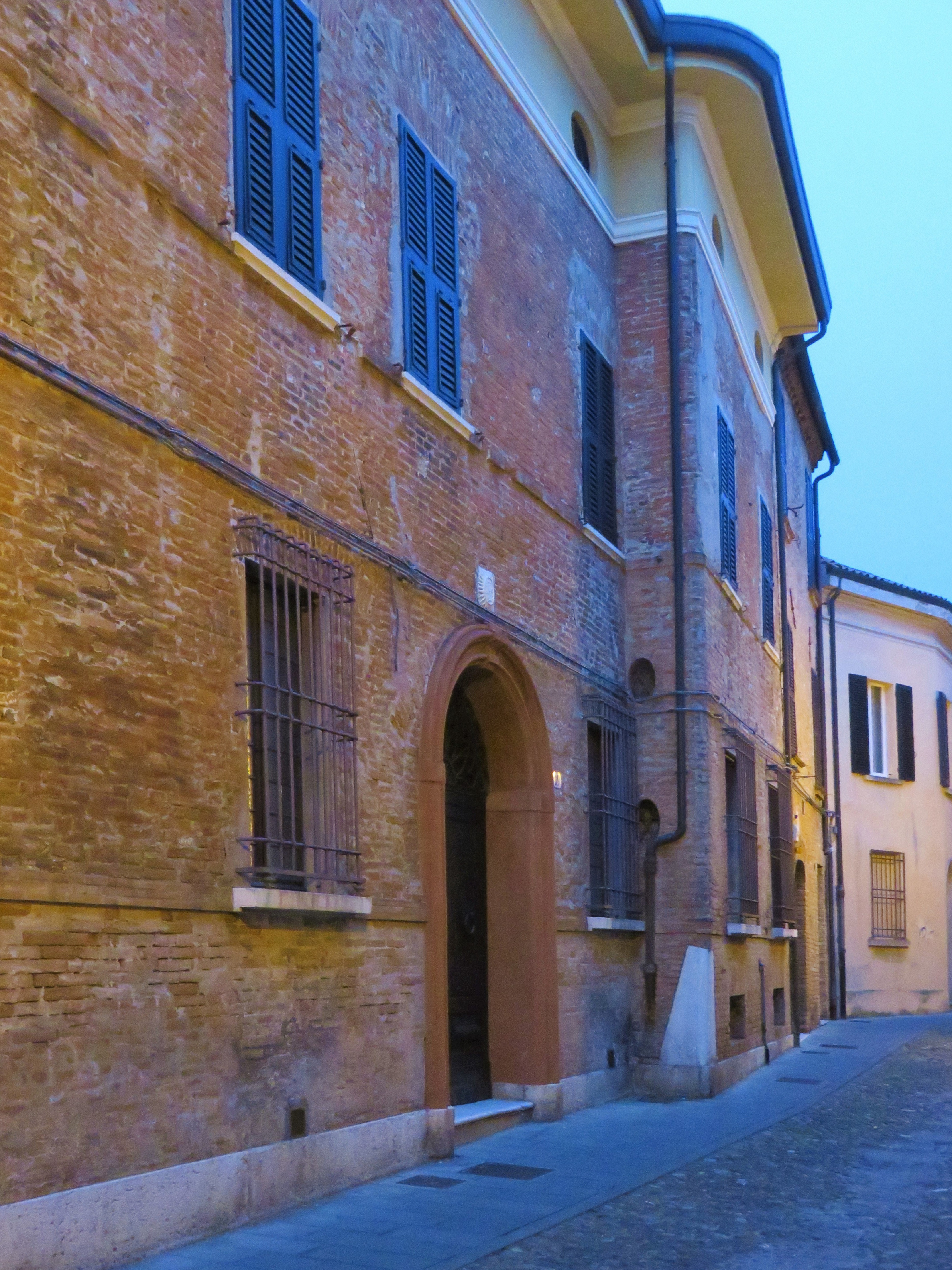
Casa di Lippa Ariosti, in via del Carbone, 19, a Ferrara

Rimase sempre amante del marchese, che la sposò il 27 novembre 1347, in punto di morte, al fine di legittimare i dieci figli naturali, tutti resi legittimi da una bolla pontificia:
- Beatrice (1332-1387), sposò in seconde nozze Valdemaro I di Anhalt-Zerbst
- Alda (1333-1381), nel 1356 andò in sposa a Ludovico II Gonzaga, terzo capitano del popolo di Mantova
- Aldobrandino (1335-1361), Signore di Ferrara
- Elisa (1337-1349)
- Niccolò (1338-1388), Signore di Ferrara
- Azzo (1340-1349)
- Folco (1342-1356)
- Costanza (1343-1391), sposò Malatesta Ungaro
- Ugo (1344-1370)
- Alberto (1347-1393), Signore di Ferrara

### Citazioni
La bella Lippa da Bologna fu citata da Ludovico Ariosto nel Canto XIII dell'Orlando Furioso.

### Residenze nella città di Ferrara
Filippa Ariosti, a Ferrara, ebbe probabilmente due residenze, che occupò in tempi diversi, in via delle Vecchie ed in via del Carbone.